# گیته سانسن
گیته سانسن (دانمارکی: Gitte Sunesen؛ زادهٔ ۱۱ دسامبر ۱۹۷۱) بازیکن هندبال اهل دانمارک بود.
از افتخارات وی میتوان به کسب مدال طلا به‌همراه تیم ملی هندبال زنان دانمارک در بازی‌های المپیک تابستانی ۱۹۹۶ اشاره کرد. 